# Synch
Synch est un personnage de l'Univers Marvel.

## Biographie fictive
Lorsque les pouvoirs mutants d'Everett Thomas sont apparus, l'entité maléfique Harvest a tenté de l'enlever pour mener des expériences sur lui. Il fut sauvé par Emma Frost, Jubilé et Dents-de-Sabre, à l'époque membre des X-Men. En remerciements, il les aida à délivrer Husk, M II et d'autres mutants prisonniers d'Harvest. Plus tard, il intégra Generation X. Alors que l'équipe affrontait Emplate, il se transforma en une créature semblable se nourrissant de la moelle des mutants. Ses partenaires parvinrent à lui rendre sa forme et à vaincre le monstre. Une fois Monet délivrée de sa forme de Penance (en), il entama une liaison avec. Il fut tragiquement tué par Adrienne Frost.
Synch est ensuite ressuscité au moyen du virus transmode pour faire partie de l'armée de mutants décédés de Selene.Sous le contrôle de Selene et Eli Bard, il prend part à l'assaut contre la nation mutante d'Utopia. Synch faisait partie des nombreux mutants rassemblés sur l'île de Krakoa, après sa création en tant que nouvelle nation souveraine pour les mutants.Quelque temps plus tard, Synch est affecté à une équipe avec Darwin et X-23 pour infiltrer la base d'opérations des Children of the Vault.

## Pouvoirs
- Le pouvoir mutant de Synch le dote d'une aura bioénergétique qui lui permet de dupliquer l'effet des pouvoirs de tout être surpuissant dans son voisinage et parfois le pouvoir lui-même, devenant essentiellement "en synchronisation" avec cette personne (ou plus précisément, son ou son aura bioénergétique). Lorsque Synch utilise ses pouvoirs, une aura multicolore apparaît autour de son corps. L'aura est causée par les énergies qu'il absorbe en séparant la lumière ambiante autour de lui. Synch avait apparemment une plus grande maîtrise de ses capacités mutantes que ses pairs, affichant souvent plus de contrôle sur les pouvoirs qu'il copiait que cette personne. Par exemple, il a également pu utiliser les pouvoirs de Chamber pour voler, ce que Chamber n'a jamais pu faire. Il avait été théorisé qu'avec le temps, Synch aurait pu conserver en permanence tous les pouvoirs qu'il avait acquis. Cependant, il n'est pas toujours capable de se synchroniser avec des capacités purement physiques ou des capacités qui dépassent sa constitution physique. Dans House of M, il a pu conserver ses pouvoirs de manière permanente en tant que membre junior du S.H.I.E.L.D. Si Synch n'était pas mort, il aurait pu devenir l'un des mutants les plus puissants de l'univers Marvel.
- Après sa résurrection dans l'Aube de X, il a été noté par le Dr Cecilia Reyes que le pouvoir de Synch n'a plus un état dormant et actif mais que son champ Synchronistique cherche constamment une connexion en direct avec d'autres ensembles de pouvoir. De plus, alors qu'il semblait auparavant limité à imiter uniquement d'autres mutants, il s'est avéré qu'il était désormais également capable de copier des pouvoirs à partir de sources non mutantes.